# فيرن هولاند
فيرن هولاند (بالإنجليزية: Fern Holland)‏ هي محامية أمريكية، ولدت في 5 أغسطس 1970، وتوفيت في 9 مارس 2004.